# Операційне визначення
Операційне визначення — опис явища (змінної, терміна, об'єкта тощо) в термінах операцій (процесу), які необхідно зробити для підтвердження наявності явища, вимірювання його тривалості та величини. Операційне визначення протиставляється теоретичному, або концептуальному визначенню (яке, як правило, дається в словниках і малопридатні при проведенні практичних досліджень і вимірювань) і є результатом процесу операціоналізації явища. Ступінь відповідності операційного визначення концептуальному називається валідністю (обгрунтованістю, англ. Validity) операціоналізації.
Наприклад, операційне визначення «страху» (конструкт) часто включає вимірювані фізіологічні реакції, які виникають у відповідь на сприйняту загрозу. Таким чином, «страх» може бути операційно визначений як певні зміни в частоті серцевих скорочень, електродермальній активності, розширенні зіниць і кров'яному тиску.